# Haplophyllum coronatum
Haplophyllum coronatum är en vinruteväxtart som beskrevs av August Heinrich Rudolf Grisebach. Haplophyllum coronatum ingår i släktet Haplophyllum och familjen vinruteväxter. Inga underarter finns listade i Catalogue of Life.